# Universidade de Örebro
A Universidade de Örebro (em sueco: Örebro universitet;  ouça a pronúncia) é uma instituição pública de ensino superior na cidade de Örebro, na Suécia.
Foi fundada em 1999.

### História
A Universidade de Örebro foi criada em 1999, sucedendo à Escola Superior de Örebro, fundada por sua vez em 1967 como filial da Universidade de Uppsala.

### Estudantes, professores e funcionários
Tem cerca de 15 000 estudantess, dos quais 490 doutorandos, e conta com 1 600 funcionários, dos quais 850 professores (2024).

### Cursos e programas
Oferece 579 cursos em 44 áreas pedagógicas. Entre os programas mais procurados estão:

- Curso de Medicina
- Direito
- Programa de Criminologia
- Programa de Sociologia
- Psicologia
- Programa de Enfermagem
- Programa de Engenharia Civil
- Programa de Administração de Empresas
- Programa de Gestão de Recursos Humanos
- Programa de Ciências dos Sistemas

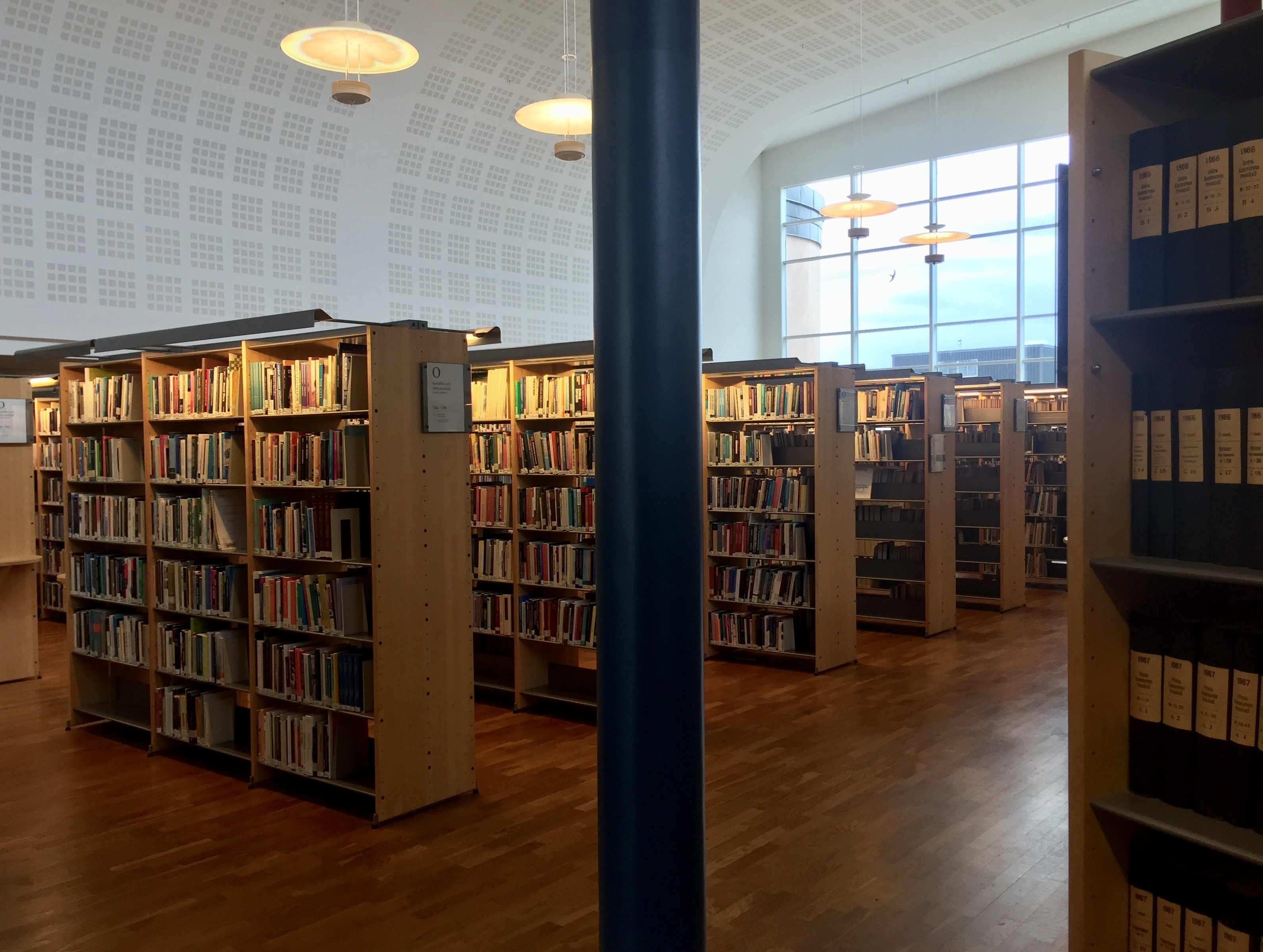
Interior da biblioteca da universidade
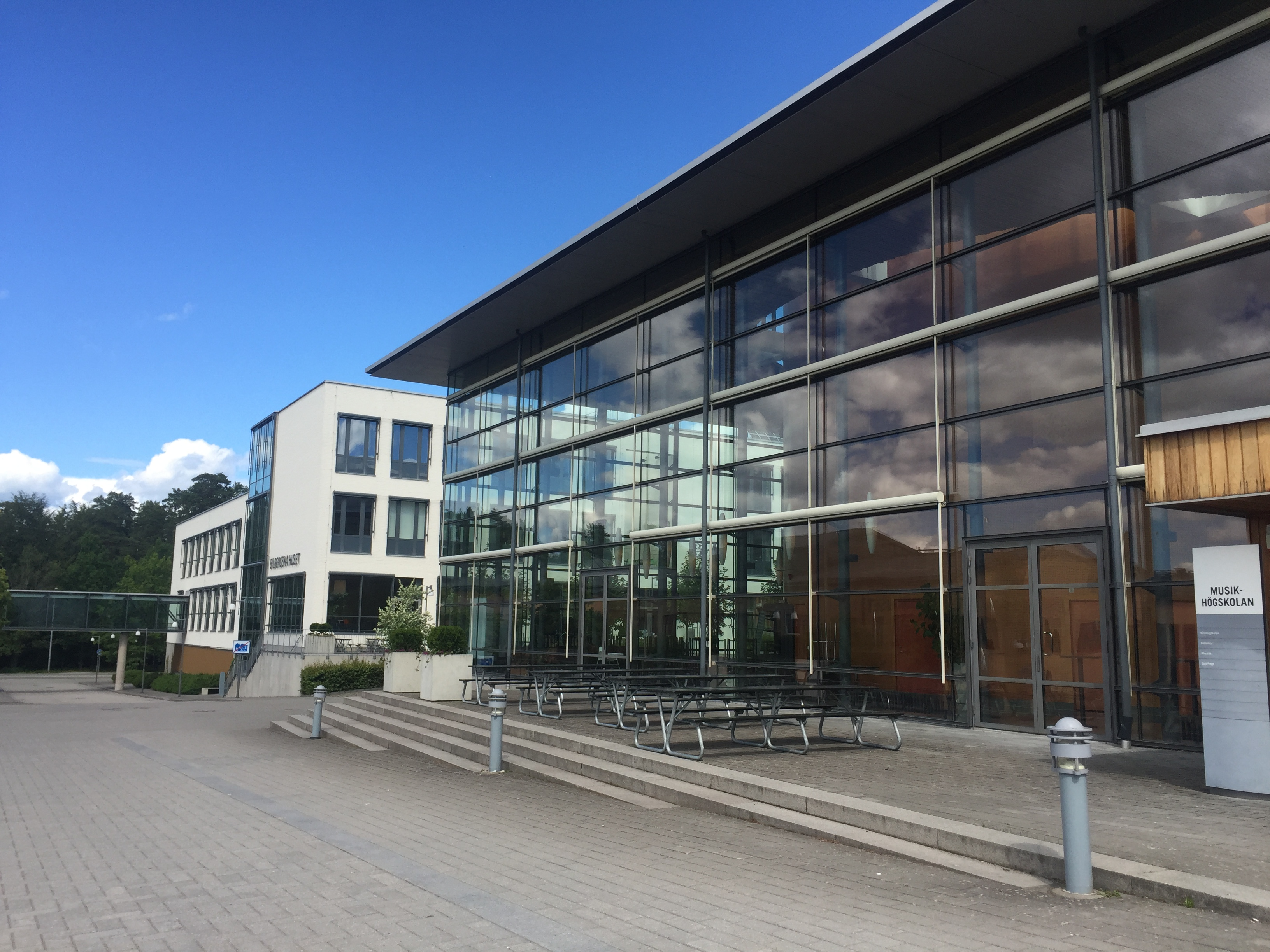
A escola superior de música
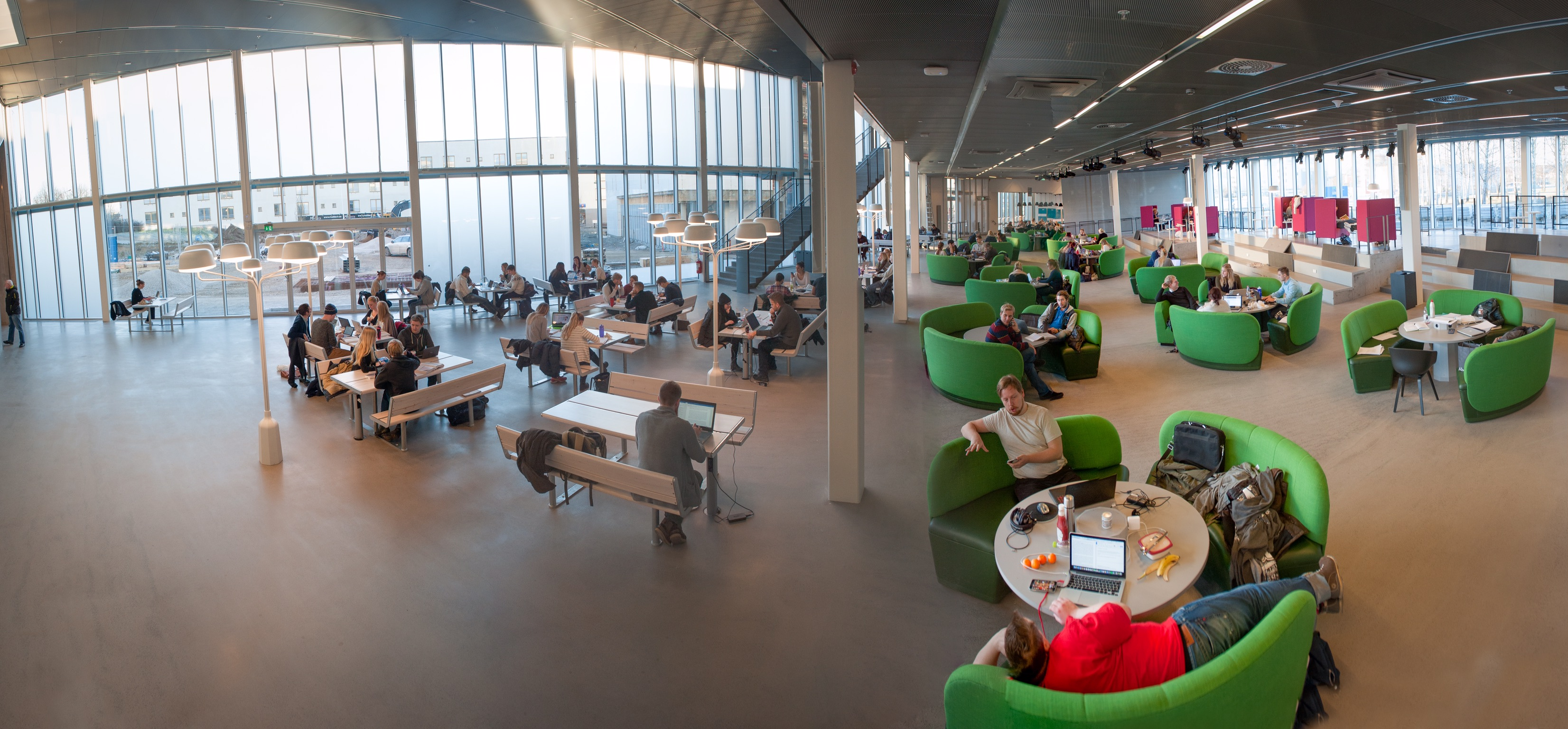
Interior da universidade
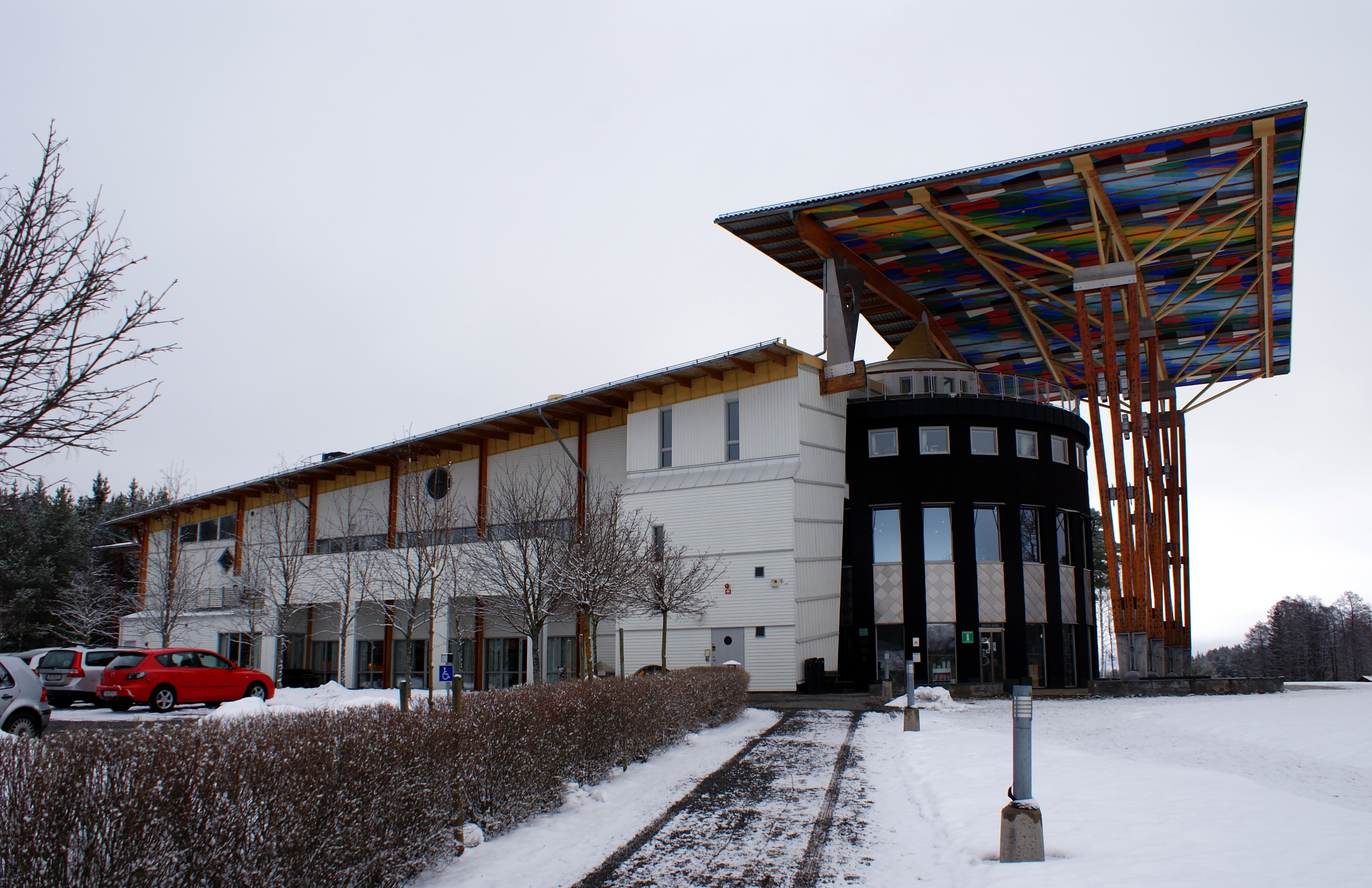
Refeitório universitário